# Гулбене

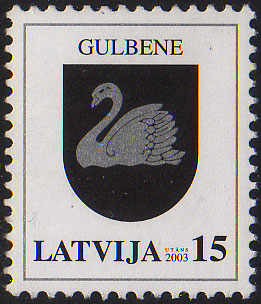
Герб города на почтовой марке
2003 года

Гу́лбене (латыш. Gulbeneо файле; до 1917 года — Шва́ненбург, нем. Schwanenburg) — город на северо-востоке Латвии в регионе Видземе, административный центр Гулбенского края.

## История
Впервые Гулбене упоминается в 1224 году в договоре о разделении Талавы.
В 1340 году Рижское архиепископство построило здесь замок, известный под немецким названием Шваненбург. В 1917 году местечко Шваненбург стало называться Гулбене, а в 1928 году получило статус города.

## Транспорт

### Железнодорожный транспорт
Гулбене — железнодорожная станция на линии Плявиняс — Гулбене. Далее дорога продолжалась до Пыталово, но после восстановления независимости Латвии была законсервирована, а в 2009 году разобрана. В настоящее время пассажирские перевозки на участке от Мадоны до Гулбене производятся по пятницам, субботам и воскресеньям, с возможностью пересадки на узкоколейную железную дорогу Гулбене — Алуксне.
В 1903 году официально открыта узкоколейная железная дорога Гулбене — Алуксне, которая в 1998 году, оставаясь действующей магистралью, получила статус Памятника культуры государственного значения.
Вокзал Гулбене — совмещённый, обслуживаются поезда как широкой, так и узкой колеи. Пассажирский поезд узкой колеи Гулбене — Алуксне — Гулбене курсирует ежедневно дважды в день. В Гулбене находится также депо, обслуживающее подвижной состав узкоколейки.

### Автодороги
К Гулбене подходят региональные автодороги P27 Смилтене — Велена — Гулбене, P35 Гулбене — Балвы — Виляка — граница России (Виентули), P36 Резекне — Гулбене и P37 Плявиняс (Гостини) — Мадона — Гулбене.

### Междугородное автобусное сообщение
Основные маршруты: Гулбене — Сигулда — Рига; Гулбене — Валмиера; Гулбене — Цесис; Гулбене — Мадона — Рига; Гулбене — Резекне — Даугавпилс; Гулбене — Балвы — Виляка.

## Достопримечательности
- Лютеранская церковь
- Католическая церковь
- Вецгулбенский Красный дворец
- Белый дворец
- Гимназия (1928 г.; архитектор Индрик Блакенбург)
- Памятник Свободы (восстановлен после выхода Латвии из состава СССР)
- Городские часы

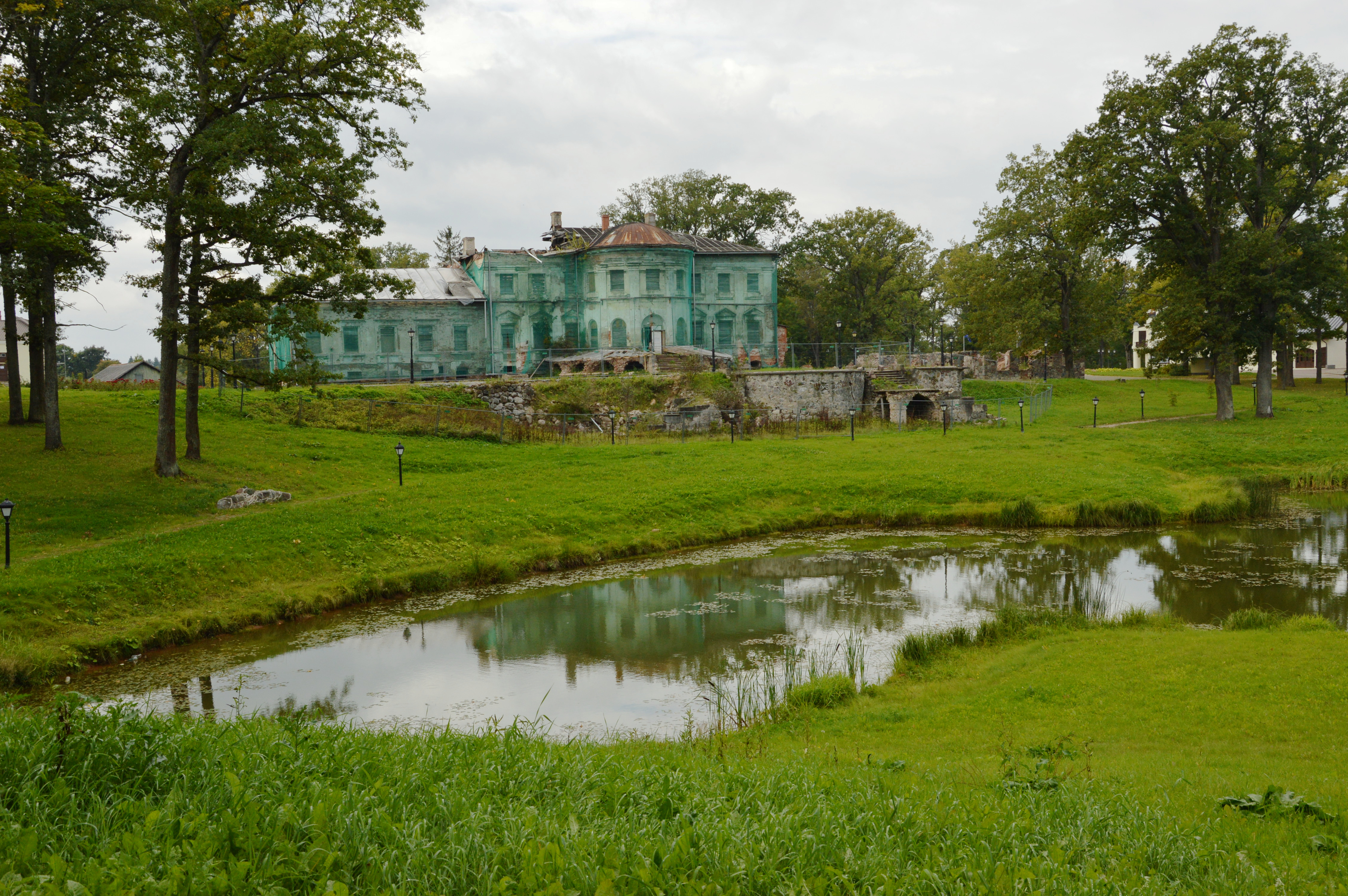
Белый дворец
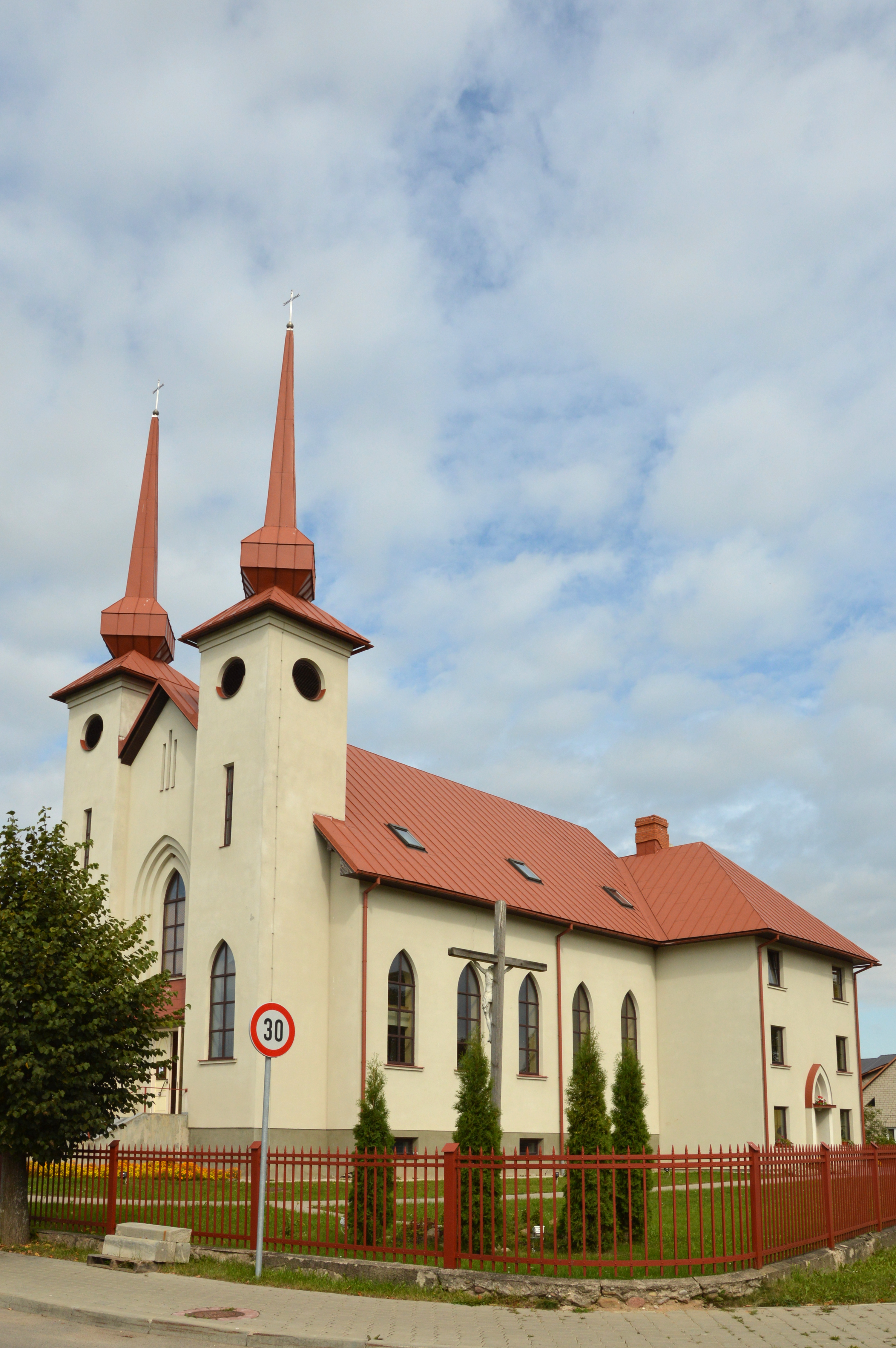
Католическая церковь
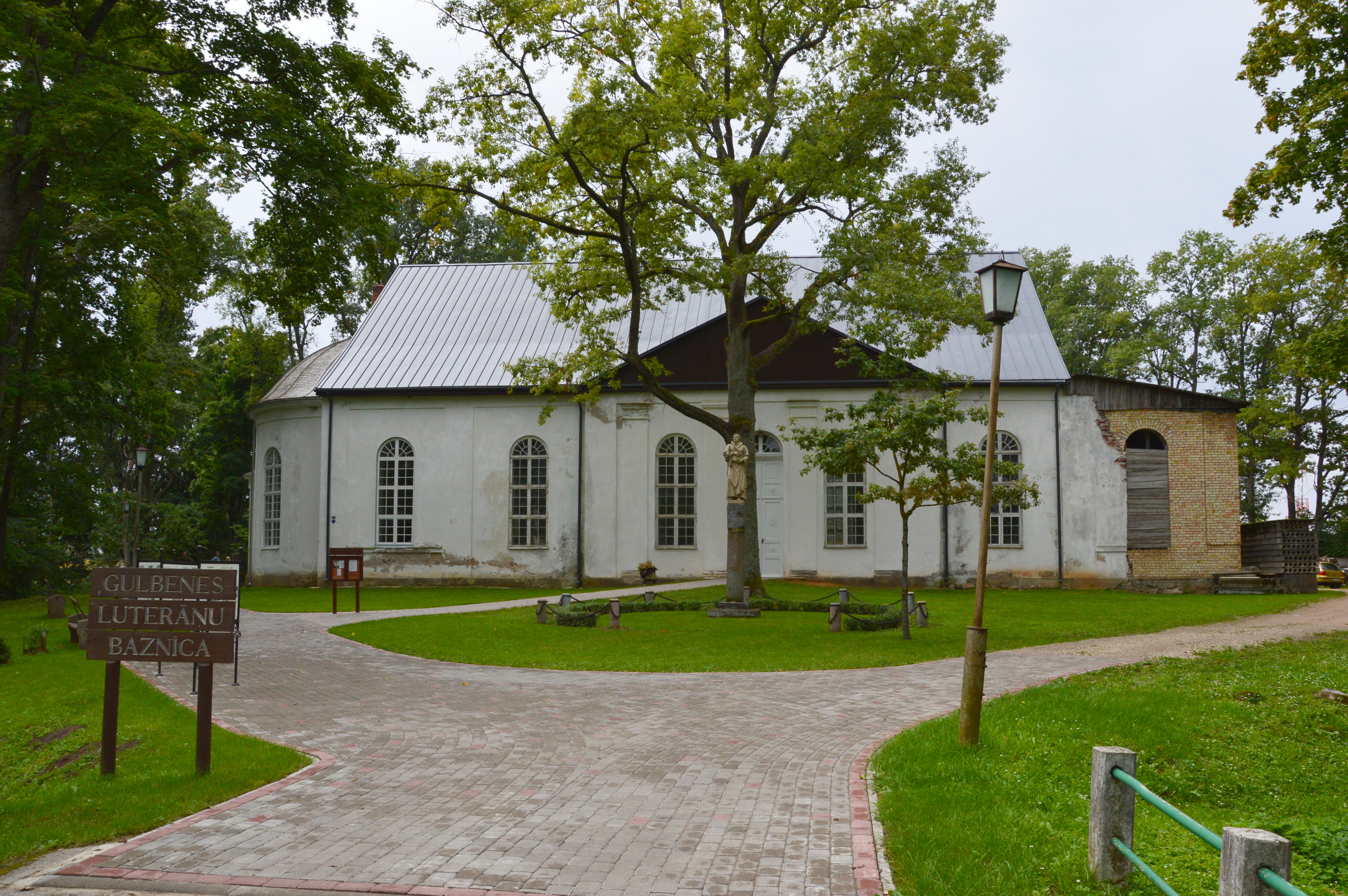
Лютеранская церковь
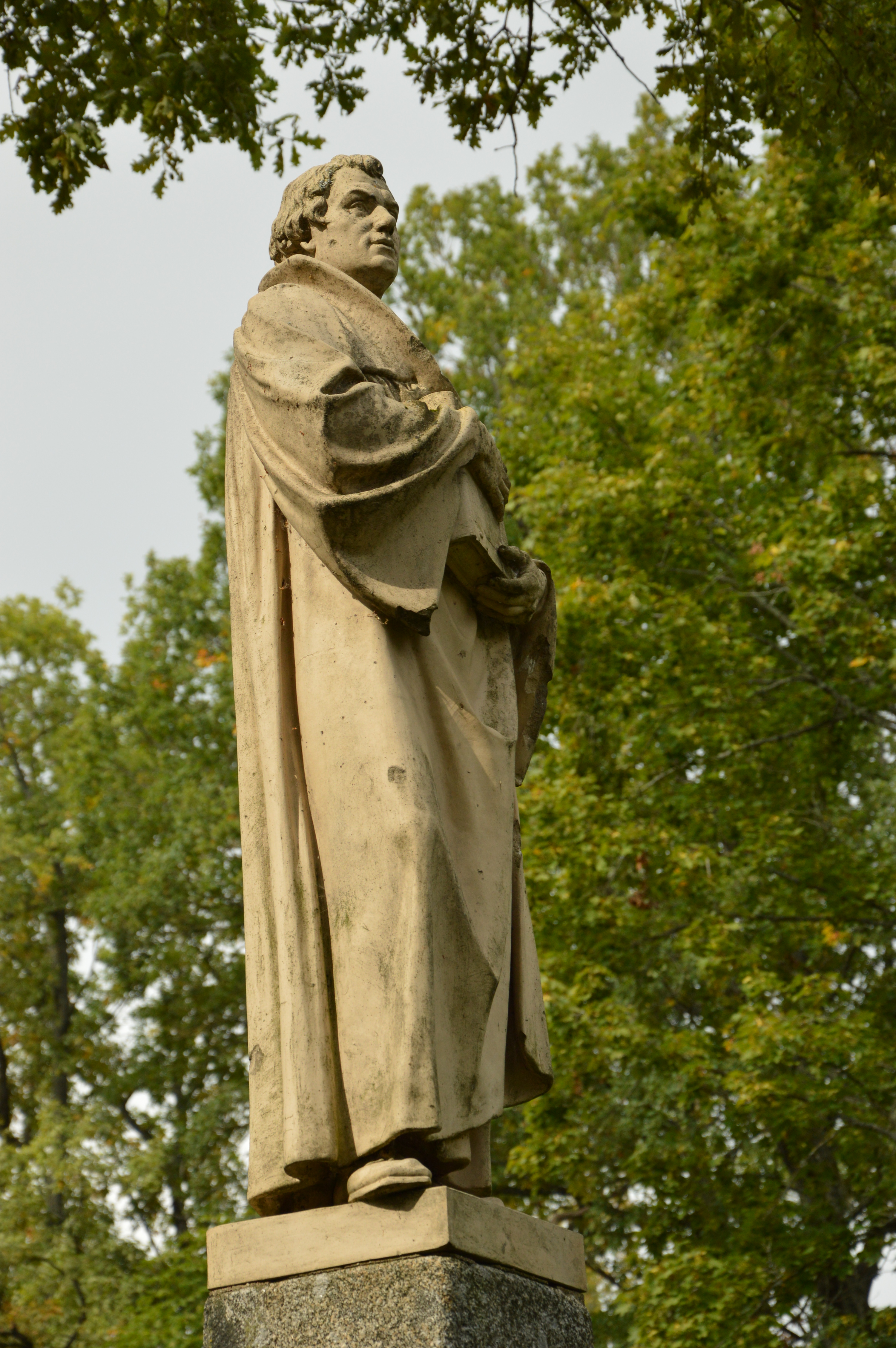
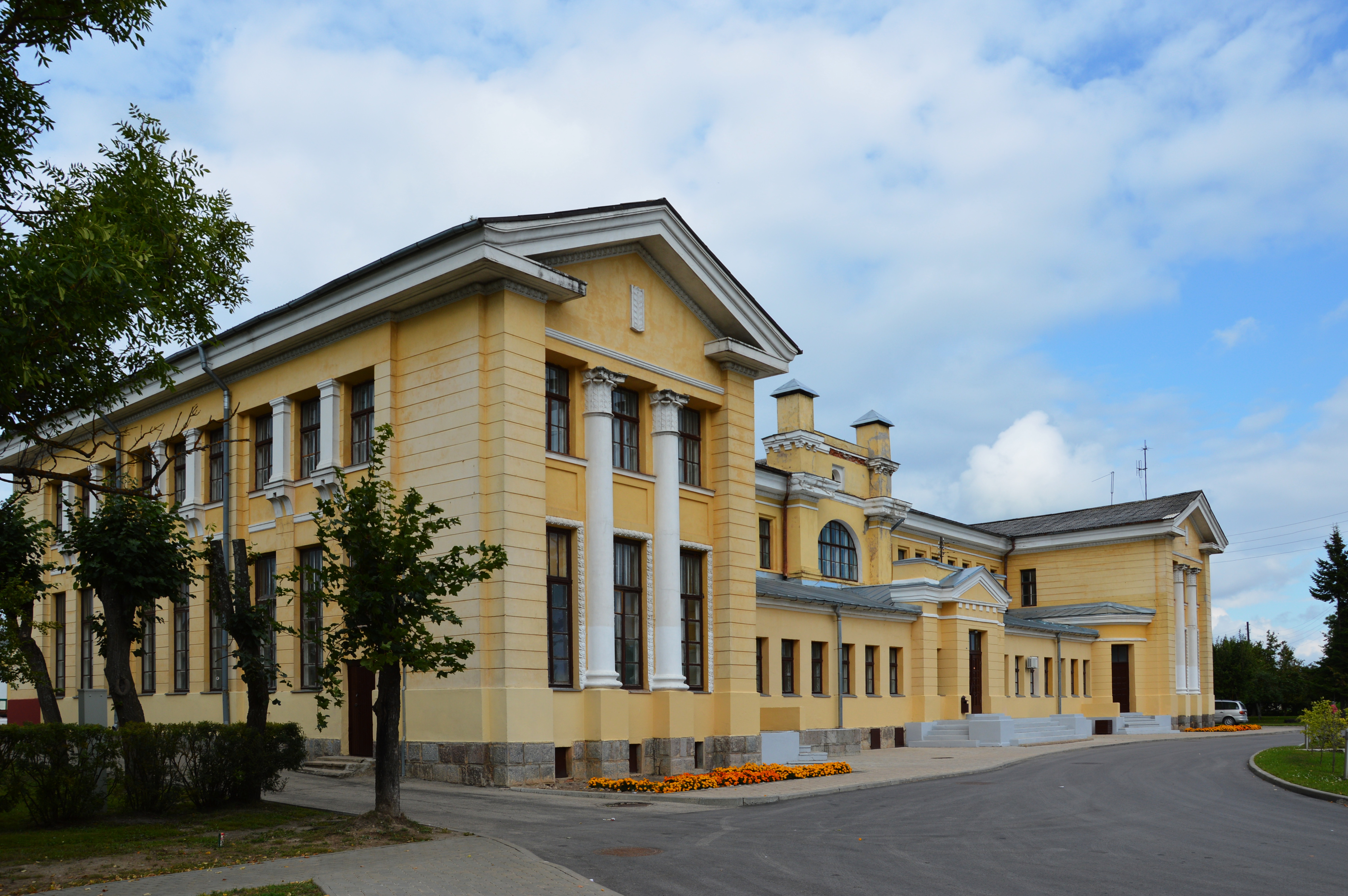
Здание железнодорожной станции
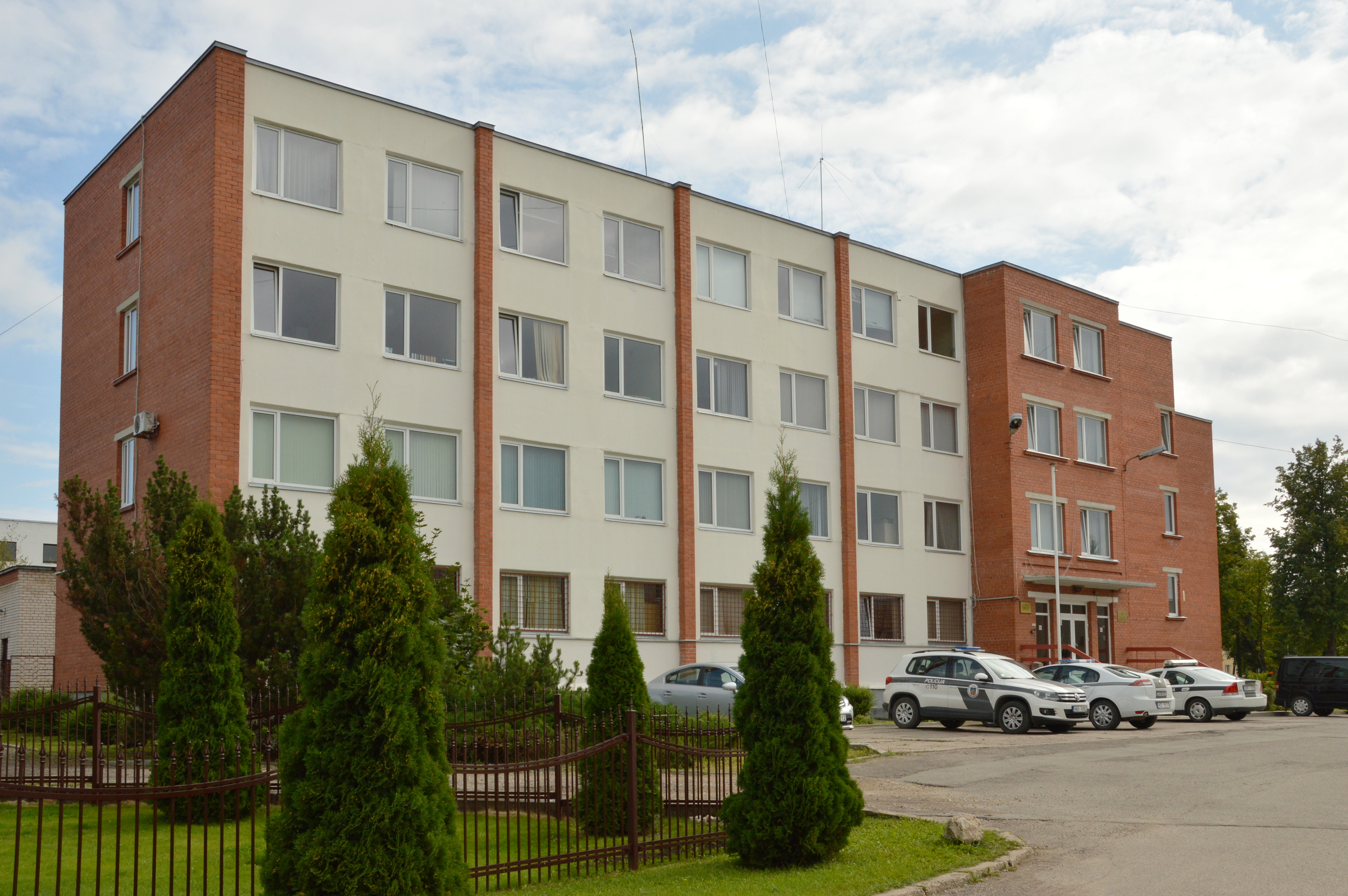
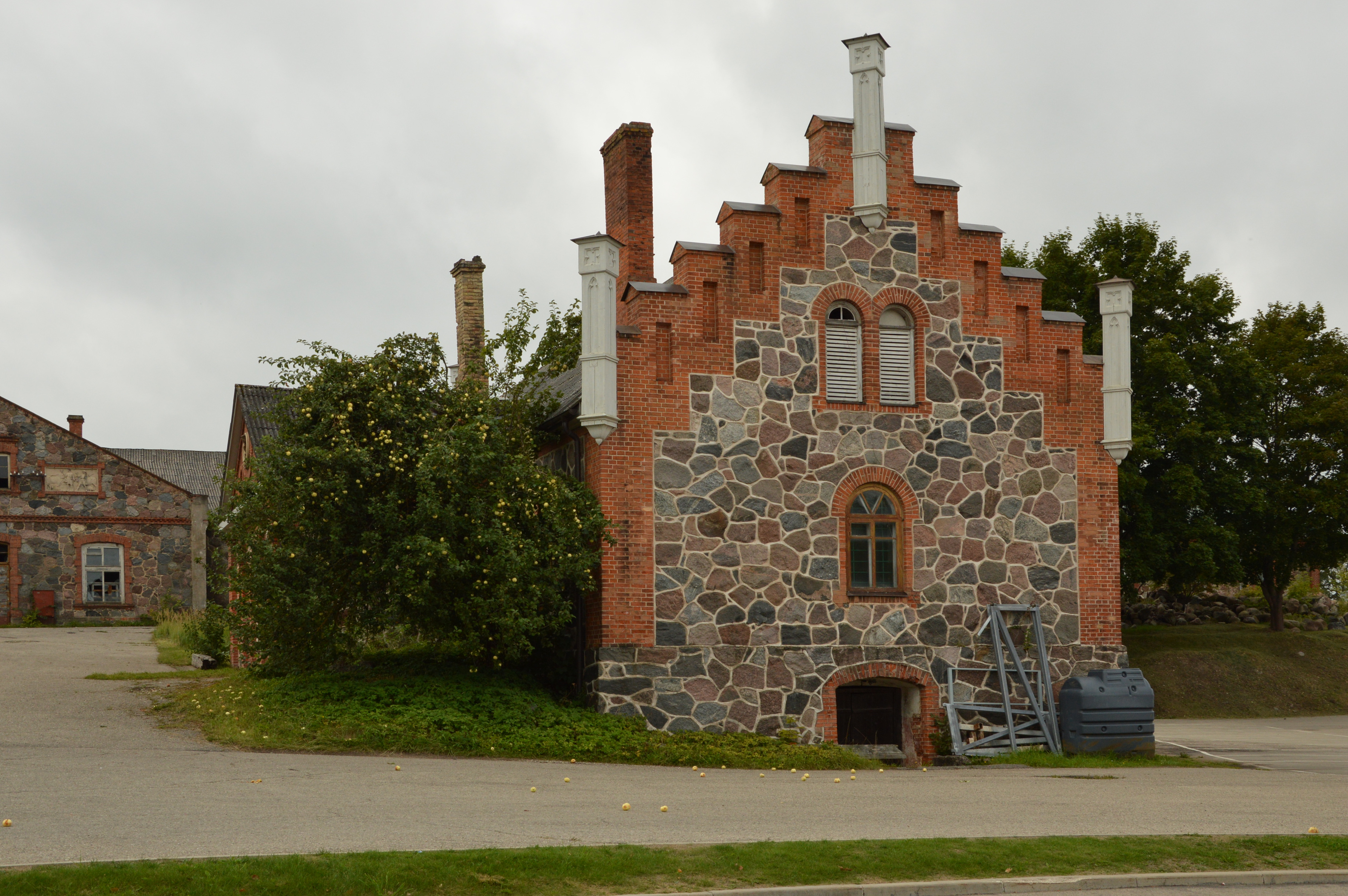
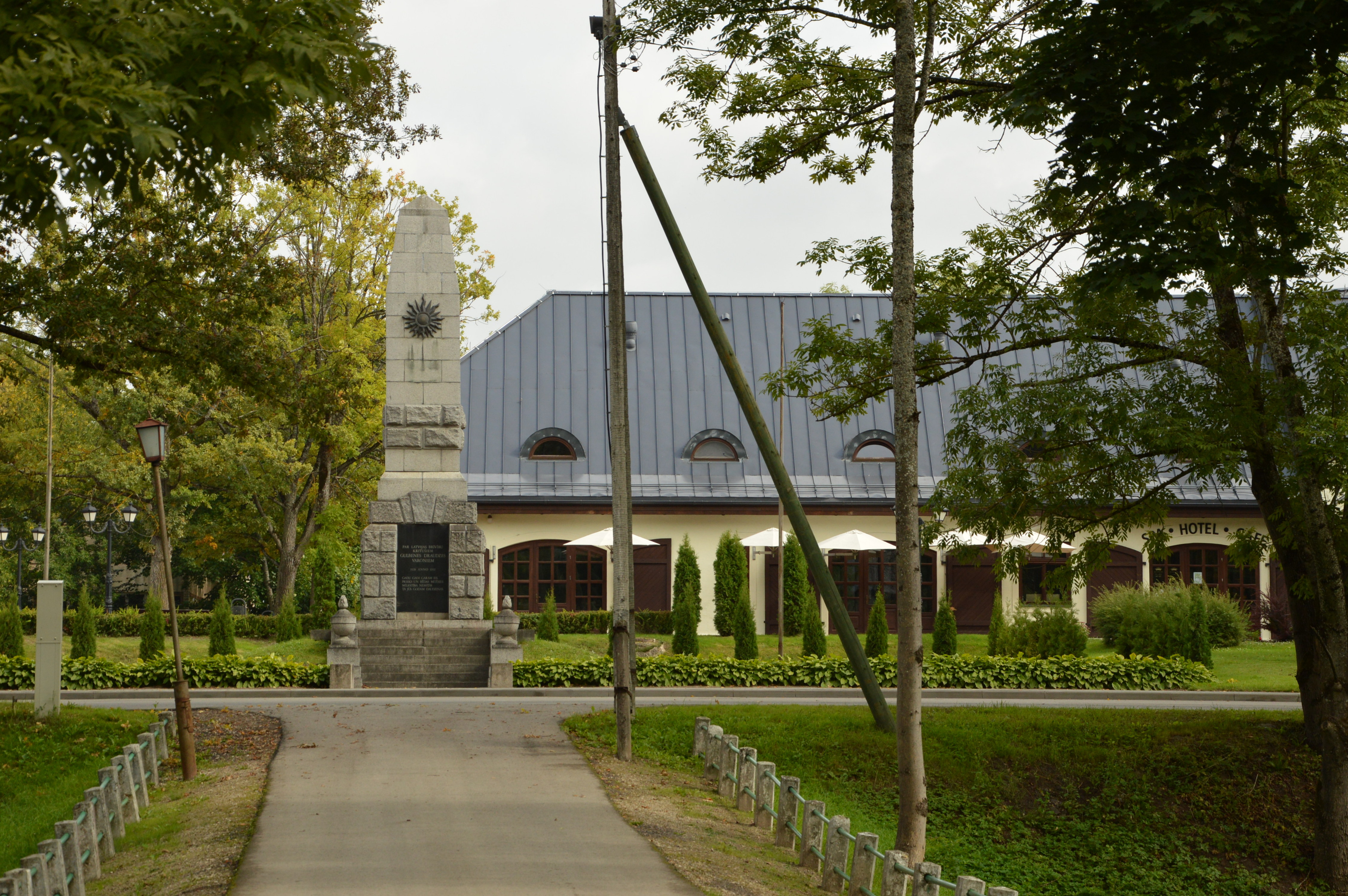